# Parque de Málaga
El parque de Málaga o parque de la Alameda es un parque situado en el centro de la ciudad andaluza de Málaga, España. El diseño corresponde a un jardín mediterráneo con numerosas especies tropicales y subtropicales, que lo convierten en uno de los más importantes parques públicos de Europa en lo que a flora exótica se refiere. En este paseo con jardines a ambos lados, de carácter renacentista y barroco, existen especies botánicas de los cinco continentes. Se realizó a finales del siglo XIX en terrenos ganados al mar, para la ampliación del puerto en una costosa operación.

## Situación
El parque se extiende desde la Plaza de la Marina, al oeste, hasta la Plaza del General Torrijos, en La Malagueta, donde se encuentran el Hospital Noble y la Plaza de Toros de la Malagueta. Se compone de una primera línea al norte de la calzada que lo atraviesa, que está flanqueada por edificios monumentales (Palacio de la Aduana, la antigua Casa del Jardinero Mayor, el antiguo edificio de Correos, la sede del Banco de España y el Ayuntamiento y los Jardines de Pedro Luis Alonso), por encima de los cuales asoman los Jardines de Puerta Oscura y la alcazaba. En el lado sur del paseo, se ubica el parque propiamente dicho, en una franja llana ganada al mar que separa la ciudad de su recinto portuario. Alberga ejemplares de especies de gran singularidad, como el palo borracho.

## Historia
El paseo fue trazado como una prolongación de la Alameda Principal y tiene su origen en una ley de 1896. El entonces presidente del Consejo de Ministros, Antonio Cánovas del Castillo impulsó un ambicioso proyecto para ampliar el recinto portuario y conformar la estructura moderna que ha conservado hasta la actualidad.

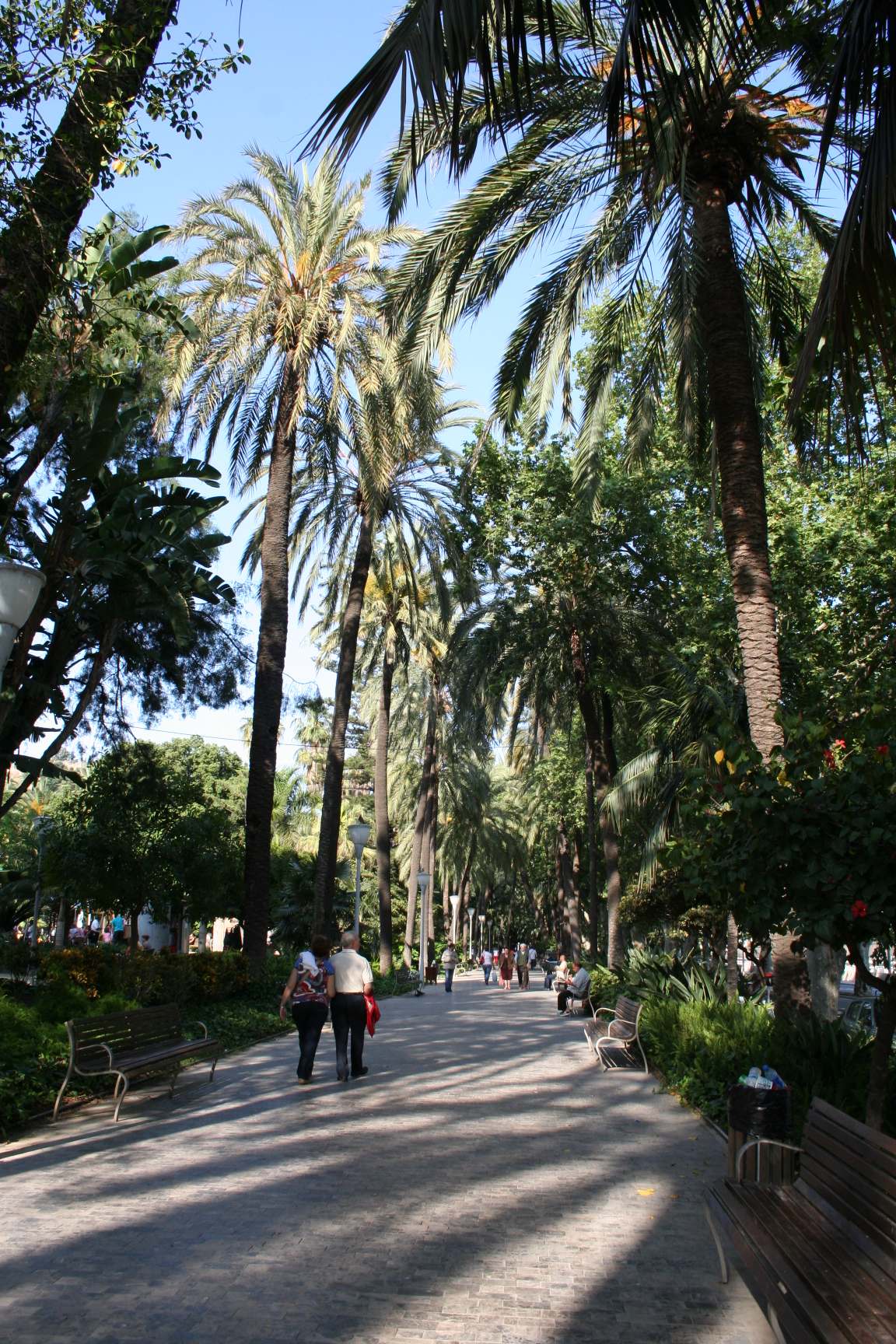
Paseo del parque

La idea visionaria del político malagueño se convirtió en una realidad gracias al proyecto que el ingeniero Rafael Yagüe terminó en el año 1876. La propuesta incluía el diseño de un puerto amplio que contemplaba la construcción de los diques para los muelles 1 y 2 tras una compleja obra para la época que hacía necesario ganarle al mar unos 150 metros de longitud. Debido al alto precio de los trabajos de construcción, sobrevino una crisis en la financiación que ascendía a una alta cantidad económica, 6 millones de pesetas de aquella época, lo que llegó a plantear la privatización de los terrenos conseguidos al rebajar la línea de muelle. Cánovas del Castillo evitó que hubiera que vender los terrenos ganados al mar proponiendo que el Estado español adelantara el dinero necesario a la entonces Junta de Obras del Puerto para que pudiera terminar la obra. Los terrenos finalmente fueran regalados a la ciudad de Málaga para construir uno de los jardines de flora subtropical más importantes de Europa.
Se comenzó la plantación del parque en 1899, después de que veinte años atrás se fuera rellenando el terreno con los restos del derribo que se llevó a cabo en las casas situadas en la falda sur de la Alcazaba y los acarreos que se extrajeron tras el dragado del cauce del río Guadalmedina. Para construir las escolleras de los nuevos diques del puerto se utilizó, en cambio, el material procedente del monte El Morlaco que tuvo que ser llevado en barcazas hasta el puerto y más tarde por tierra desde la cantera de Almellones, en el barrio de El Palo.
El autor de los preliminares del proyecto fue el Marqués de Larios y en su diseño intervinieron arquitectos como Manuel Rivera Valentín, Eduardo Strachan Viana-Cárdenas, Manuel Rivera Vera, Fernando Guerrero Strachan y Joaquín de Rucoba entre otros, siendo este último el principal diseñador.
La ciudad recibía la urbanización de esta obra por parte del Estado el 2 de agosto de 1897, aunque diferentes trabajos se realizaron entre 1897 y 1921 hasta completar su fisonomía actual. El parque ha sufrido varias remodelaciones desde entonces, produciéndose la última en el año 2007 donde se amplió la biodiversidad a 300 especies.

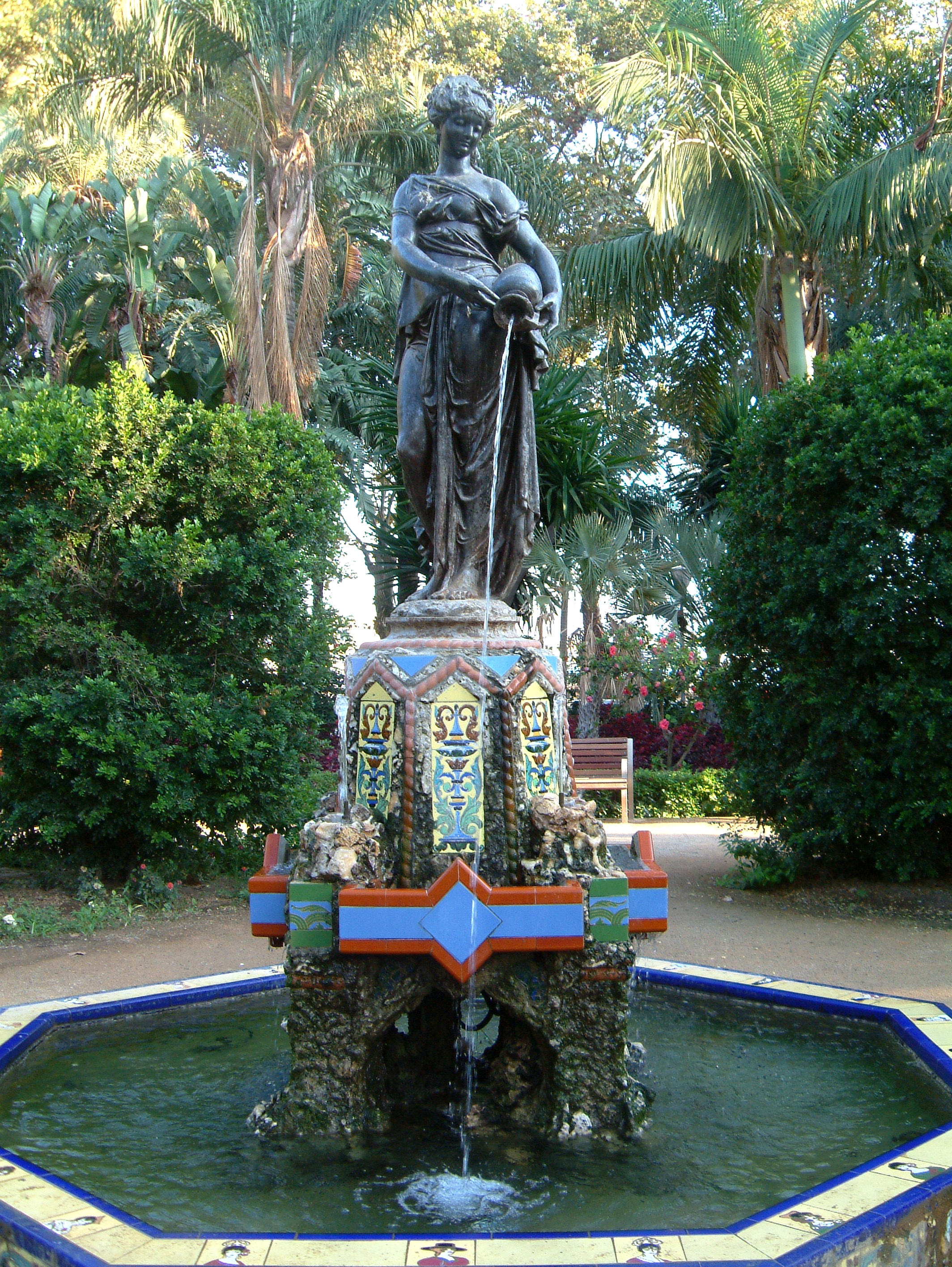
Ninfa del cántaro

## Decoración escultórica
En el Parque de Málaga además de encontrar la arboleda y flora, existen rincones de estilo romántico y detalles de tipo regionalista como bancos de obra revestidos con azulejería sevillana; o distintos bustos y obeliscos en memoria de ilustres malagueños y personajes culturales importantes como Rubén Darío, Salvador Rueda o el pintor Antonio Muñoz Degrain. Los paseos se complementan con fuentes, como la Fuente de la Muñeca o la Fuente de la Ninfa, pero la más relevante es la Fuente de las Tres Gracias ubicada en la Plaza del General Torrijos.
- Monumento a Antonio Muñoz Degrain
- Monumento a Arturo Reyes
- Monumento a Bernardo Ferrándiz
- Monumento al Comandante Benítez
- Monumento a Eduardo Ocón Rivas
- Monumento al Fiestero
- Monumento al Marqués de Guadiaro
- Monumento a Narciso Díaz de Escovar
- Monumento a Rubén Darío
- Monumento a Salvador Rueda
- Ninfa del Cántaro
- Ninfa de la Caracola
- Burrito Platero
- Monumento a la Familia Orueta

## Auditorio Eduardo Ocón
En el centro del parque se ubica el Auditorio Municipal Eduardo Ocón, donde a lo largo del año se realizan festivales de música como los verdiales, o diversos tipos de actos culturales.